# 中國手語
中国手语（简写为 CSL或ZGS（Zhōngguó Shǒuyǔ））指的是中国大陆境內不同地區聽障人使用的手語，可分為中華人民共和國政府制定的统一、规范的通用手语，以及區域性的自然手語。
国家通用手语的制定，是為了解决中国各地的流行手语手势不一致、聋人学习科学文化知识及交往不便的问题。然而，上述兩種手語的使用者互相對話時，可能會出現看不懂以至無法理解的情況。

## 歷史
在中國文學中，手語相關的最早描述可以追溯到唐代，其中記錄了「鏡」一詞的手語。在宋代，蘇東坡描述了使用手語形式交流的社群。明代則是有徐渭的戲曲《玉禪師翠鄉一夢》，其中描繪了手語相關的表現。
而近代中國手語的發展則始於1887年，美国长老会传教士安妮塔·汤普森·米尔斯在山东烟台创办了中国第一所聋人学校——芝罘聋人学校（Chefoo school for The deaf）。她以口语教育聋人的方法为基础，开发了一种被称为“中国手语”（Chinese Sign Language）的方法，该方法来自1880年的年的米兰会议。1897年，一个法国天主教组织在上海建立了另一所聋人学校。中国手语便在这两个基础上发展起来。不同地方的聋人学校、工作坊和农场是中国手语在中国传播的主要方式。其他与这些聚集场所没有联系的聋人则倾向于使用在自己家里形成的一系列手势，即“家庭手语”（Home sign）。
1950年代，中国聋哑人福利会出版《聋哑人通用手语草图》（四辑），開始進行手語規範化工作。1979年，把《聋哑人通用手语草图》修訂為《聋哑人通用手语图》。1987年，《聋哑人通用手语图》更名為《中國手語》。1990年，由中国残疾人联合会教育就业部、中国聋人协会编写的《中国手语》，作為中国手语的标准工具书出版。1994年推出續集。
2010年7月18日，国家手语和盲文研究中心在北京师范大学宣告成立。2017年，《國家通用手語詞典》作為語言文字的規範問世，並於同年7月1日正式生效。這份用詞表對於手語國歌、正文、手語語法特點、漢語拼音音節以及筆畫等方面都有統一的規範，讓聾人有了一套「法定」的語言依據。2018年5月，《国家通用手语常用词表》由国家语言文字工作委员会规范标准审定委员会审定，经中国残疾人联合会、教育部、国家语言文字工作委员会同意，作为语言文字规范发布，自2018年7月1日起实施。據稱，此国家通用手语的詞表減少了用漢字逐字按發音直譯的詞語而增加了聽力殘障人習慣的手勢表達方式，減少使用代表拼音字母的手語字母，以及收入了一些中國各地不可互相替代的不同地方的手語方言表達。2019年10月，在《国家通用手语常用词表》基础上进一步丰富内容的《国家通用手语词典》出版。2021年，为弥补纸质《国家通用手语常用词表》出版周期较长，新的词语出现后不能及时的传播不足，经中国聋人协会、国家手语和盲文研究中心编纂的《国家通用手语常用词表》app推出。

## 类别
中国手语是一种孤立语言。主要有两种方言：南部的中国手语（以上海为中心，受法国手语影响）和北部的中国手语（来自烟台市聋哑学校，受美国手语影响）。北方手语受汉语的影响更大，如汉字双关语。香港手语，源于南方手语，在二次大戰後受到了當時南京到上海附近地區影响，但现在已经成为一种独立的手语。。上海手语方言部分存在于马来西亚和台湾手语，但中国手语与台湾手语（属于日本手语系）、马来西亚手语（属于法国手语系）或藏语手语关系较小。
台灣手語在中華民國政府接管台灣後，在台灣部分區域使用的手語也有受到來自上海手语方言的影响。
中国手语与英国手语有相同的语法构成否定句，这可能是由于在上海与英国人接触的历史。中国手语和英国手语的一个共同特点是，在许多相关的手势中，拇指表示积极的意思，小指表示消极的意思，如“不知道”。

## 结构
与大多数其他手语一样，中国手语主要是通过手势和动作结合面部表情来表达的。中国手语有一个类似于拼音的字母拼写系统。
中国文化和语言对中国手语的影响很大。例如，在中国手语中没有“兄弟”的通用词，而只有两个特指的符号，一个是“哥哥”，一个是“弟弟”。这与汉语相似，汉语中也指定了“哥哥”或“弟弟”，而不仅仅是兄弟。类似地，“吃”的手势动作是使用筷子，而不是像美国手语中那样使用手直接进食。

## 扩展阅读
- 中国聋人协会编《中国手语》（修订版），华夏出版社，2003年。